# Jerry and Jumbo
«Джерри и слонёнок» (англ. Jerry and Jumbo) — семьдесят четвёртый эпизод из серии короткометражек «Том и Джерри», выпущенный 21 февраля 1953 года.

## Сюжет
С поезда, везущего животных для зоопарка, случайно выпадает слонёнок Джумбо и попадает прямиком в дом Тома и Джерри. Испуганный слонёнок пьёт молоко Тома, и тот, заподозрив в этом Джерри пытается его поймать, но слонёнок спасает его. Джерри, пытаясь накормить малыша, будит Тома, роняя с шумом арахис. Кот видит, как арахис исчезает под дверью кладовой, куда его своим хоботом втягивает слонёнок.
Том ломится в дверь, а Джерри маскирует слонёнка под мышь, выкрасив его краской. Открыв дверь, Том видит громадную мышь, и Джерри со слонёнком, начинают пугать Тома, поочередно меняясь местами. Том готовит для громадной мыши столь же большую мышеловку, куда сам и попадает. Кот пытается вытянуть из норы Джерри, вытягивая вместо него слонёнка вместе с куском стены и улетая по инерции назад.
Пока Том с ружьём бегает за Джерри появляется мама слонёнка, которую также маскируют под мышь. Появившись поочередно втроем, они сводят с ума кота и он в панике убегает, пробивая заборы на своём пути.

## Факты
- Стиль начальной заставки был позаимствован из серии «Джерри и лев».
- Это единственный мультфильм, где Том сошёл с ума